# Poljot
Poljot, ros. Полёт (lot) – marka radzieckich/rosyjskich zegarków produkowanych w Pierwszej Moskiewskiej Fabryce Zegarów im. Sergieja Kirowa od 1960 r. Poljot, był początkowo jedną z kilku pod-marek wchodzących w skład linii produkcyjnej tej samej fabryki. Równocześnie produkowane były zegarki: Kirowskije, Orbita, Rodina, Strieła, Sputnik, Sportiwnyje, Moskwa, Stolicznyje, Sygnał, Kosmos, Wympieł, Szturmańskie, Majak i Pobieda. Od 1964, pod nazwą Poljot produkowana była większość zegarków 1 Moskiewskiej Fabryki Zegarków. Wyjątek stanowiły zegarki eksportowe na rynki zewnętrzne, gdzie nazwę Poljot zastąpiły np. Sekonda (Wielka Brytania), Nairi (Armenia), S-Master (Węgry) i Noxil (Jugosławia).

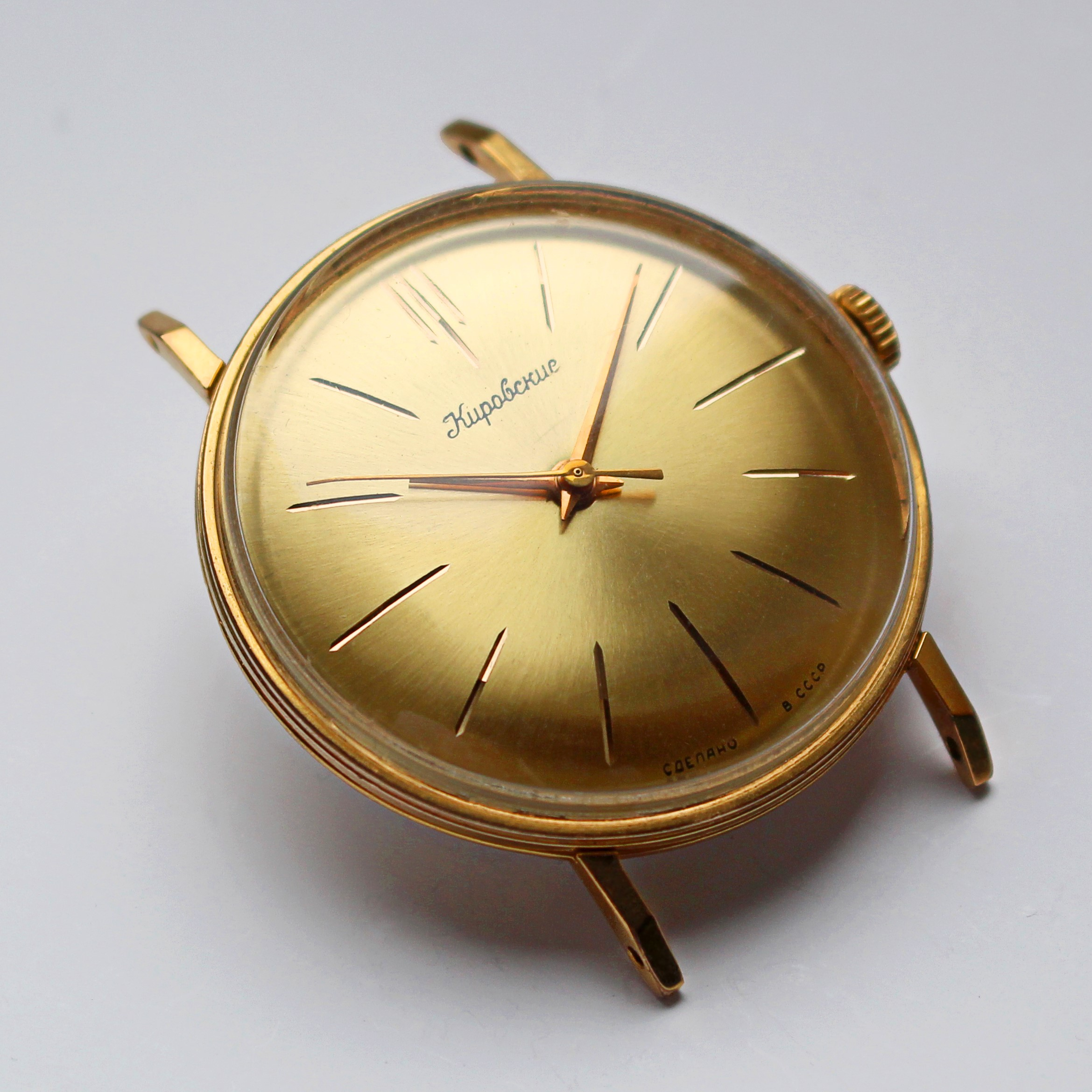
Kirowskije – jedna z marek 1MFZ im. Kirowa, poprzedzających powstanie Poljota. Ten model z końca lat '60, utrzymany w stylistyce mid-century-modern, był wzorem dla późniejszych zegarków Wympieł i serii Poljot „de luxe”.

Nazwa Poljot, została wprowadzona na cześć radzieckiego programu kosmicznego. 1 Moskiewska Fabryka Zegarków im. Kirowa była od początku jedynym dostawcą zegarków dla przemysłu kosmicznego w ZSRR, dzięki czemu zapisała się w światowej historii zegarmistrzostwa jako producent zegarków pierwszych astronautów. Oficjalną prekursorką była tu Pobieda (model 34-K z kopertą hermetyczną), wysłana 9 marca 1961 na pokładzie statku Korabl-Sputnik 4. Czasomierz zawiązany był prawdopodobnie na przegubie manekina testowego, tzw. Iwana Iwanowicza lub na łapie znajdującego się w kabinie, żywego inwentarza – psa Czarnuszka.
12 kwietnia 1961, w ramach lotu Wostok 1, Jurij Gagarin miał na nadgarstku zegarek Szturmańskie – również wyprodukowany przez 1MFZ im. Kirowa. W kulturze popularnej właśnie ten model jest mylnie uznawany za „pierwszy zegarek w kosmosie”, mimo iż miał miejsce miesiąc po misji Korabl-Sputnik 4.
Szturmańskie był również zegarkiem pierwszej kobiety w kosmosie – radzieckiej kosmonautki Walentyny Tierieszkowej, która uczestniczyła w załogowej misji Wostok 6.
Od 1964 do dziś, nazwa Poljot jest zarejestrowana w ponad 90 państwach. Mechaniczne i automatyczne zegarki Poljot były popularne w epoce PRL, by w latach 80, wraz z innymi markami zostać wyparte przez czasomierze elektroniczne. W chwili obecnej prawa do dziedzictwa marki posiada niemiecka firma "Poljot-International".